# 北平市政府
北平市政府是今北京市境内，1930年代、1940年代存在的一个院辖市政府。最早可追溯至1914年成立的京都市政公所。1930年10月，北平特別市政府改为北平市政府。隶属河北省政府。12月，因北平市转为院辖市，改隶行政院。1937年七七事变后，北平沦陷。1945年10月，重设北平市政府，直辖于行政院。1949年1月，北平和平解放后，由中国人民解放军北平市军事管制委员会接管。

## 历史
1913年，北洋政府成立京师警察厅。1914年6月，成立京都市政公所，地址在新华门附近。两者共同负责地方市政。同年10月，行政上设立京兆地方。1918年1月，京兆地方的市区正式定名为京都市。
1928年6月，国民政府令改京都市政公所为北平特別市政府，直属国民政府管辖。北平特别市政府工作办公地点迁至中南海。同年7月，依照国民政府颁布的《特别市组织法》，明确北平特别市政府的组织机构及其权限。北平特别市政府被认为是北京历史上第一个组织完备、分工明确、服务市民与城市发展的现代型政府。1930年5月，国民政府颁布《市组织法》，废除特別市和普通市。同年7月，北平特别市划归河北省管辖。
1937年七七事变后，北平沦陷，成立北平地方维持会。8月6日，江朝宗任临时政府市长，10月12日，改北平为北京。1937年12月14日，在北京成立中华民国临时政府。1938年1月，成立北京特别市政府。同月13日，改称北京特别市公署。1940年3月，汪精卫等人组成国民政府，北京的中华民国临时政府改为华北政务委员会，北京不再具有“首都”地位。
1945年8月，日本投降。9月，国民政府接管北京市，并恢复原名称北平市。10月，重新设立北平市政府，直辖于行政院。办公地点在中南海西北角。1949年1月31日，北平和平解放。由中国人民解放军北平市军事管制委员会接管北平市政府。